# Анабар (округ)
Анабар — округ у тихоокеанській країні Науру.     

## Географія
Це частина Анабарського округу. Він розташований на північному сході острова, займає площу 1,5   км² і має населення 452 (2011). 

## Історія
Вважається, що Анабар, поряд із сусіднім районом Іджув, є третьою територією, заселеною після Буада та Анібаре близько 3000 років тому. 
Першими його мешканцями є люди кланів Дейбо, очолювані Дейаноангом, який втік, щоб врятувати свою сім'ю з трьох дочок, від бурхливої війни на відкритому полі Атемора між кланами Еамвіта біля села Анукуоге та його кланом, людьми Дейбо з Ганокоро. 
Клан Іруці народився серед скелястих районів Абадеаці, де троє рабів та дві рабині зустрічалися протягом місяця в сховищі серед скелястого регіону, і п'ятеро рабів згодом одружилися, щоб розширити населення вздовж скелястих районів Анабару. 
Ставок Анабара "Тібінор" був найглибшим ставком на острові. Такі легенди, як легенди про "Амвіоб", походять з Анабара. 
Як і Буада, Анабар мав свій власний діалект, який тубільці називають "Кіннір", нічим не схожий на мову "Е'коро" в селі Аренибок. 

## Помітні люди
- Людвіг Скотті, президент Науру в 2003 році, а з 2004 по 2007 рік представляв Анабар у парламенті Науру.